# Salim Pipit
Salim Pipit is een bestuurslaag in het regentschap Aceh Tenggara van de provincie Atjeh, Indonesië. Salim Pipit telt 420 inwoners (volkstelling 2010).